# Kjósarhreppur

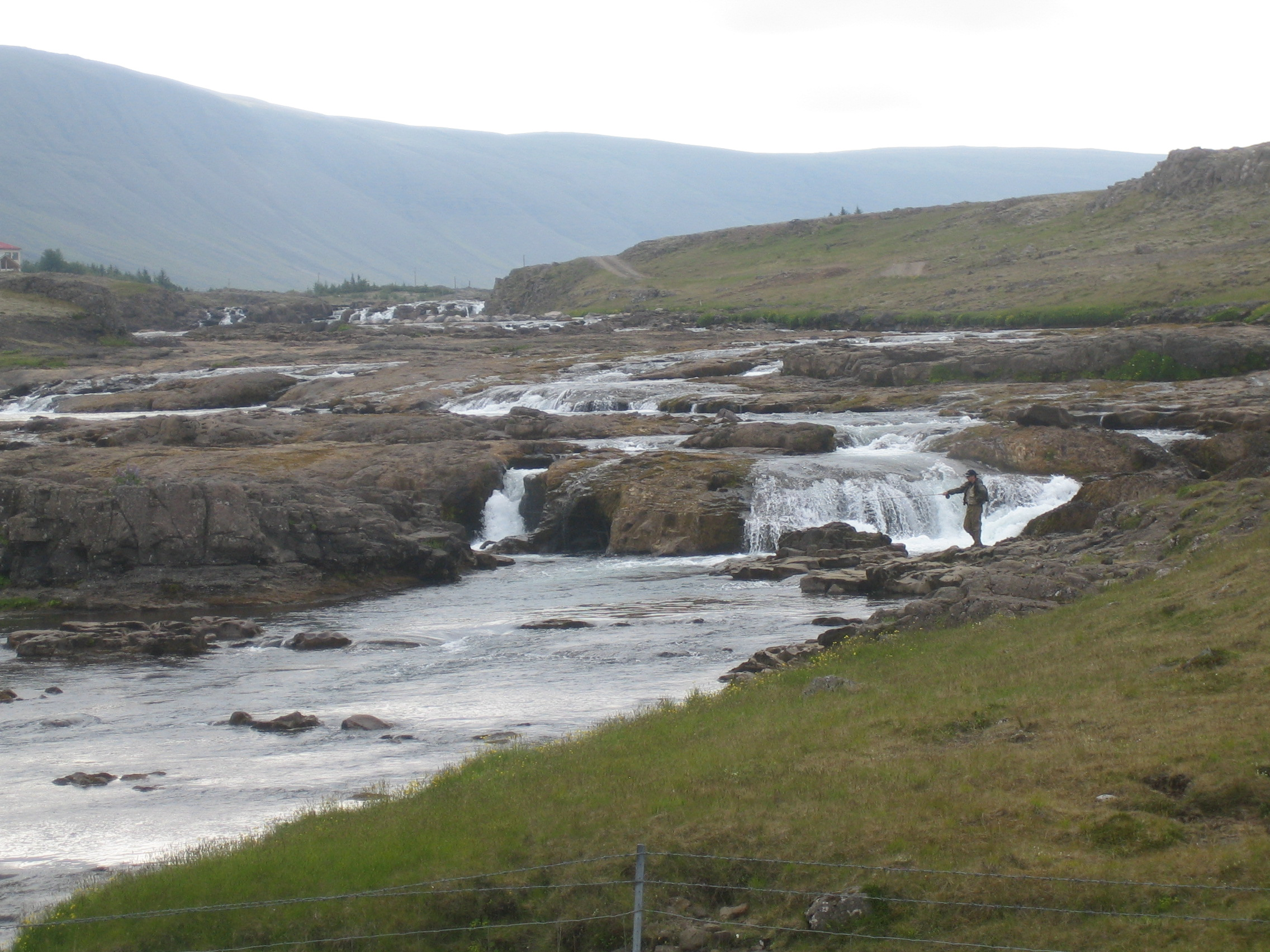
Ån Botnsá, Hvalfjörður

Kjósarhreppur är en kommun i republiken Island.   Den ligger i regionen Höfuðborgarsvæði, i den västra delen av landet, 27 km nordost om huvudstaden Reykjavik.
Inlandsklimat råder i trakten. Årsmedeltemperaturen i trakten är −1 °C. Den varmaste månaden är juli, då medeltemperaturen är 11 °C, och den kallaste är december, med −8 °C.